# جاستن بينيت
جاستن بينيت (بالإنجليزية: Justin Bennett)‏ هو طبال كندي، ولد في 18 ديسمبر 1973.

## وصلات خارجية
- الموقع الرسمي
- جاستن بينيت على موقع ميوزك برينز (الإنجليزية)
- جاستن بينيت على موقع ديسكوغز (الإنجليزية)